# Oscar Lundin
Oscar Lundin (* 19. November 1988) ein schwedischer Unihockeytrainer, welcher ab der Saison 2017/18 den Nationalliga-A-Verein UHC Alligator Malans trainiert.

## Karriere

### Warberg IC
Lundin war jahrelang im Management des SSL-Vereins Warberg IC. 2012 übernahm der ehemalige Spieler den Posten des Trainers. Er war zu diesem Zeitpunkt der jüngste Trainer, welcher jemals an der Seitenlinie eines SSL-Vereins stand. Am 21. Oktober 2016, nach einer Negativserie seiner Mannschaft, wurde er trotz laufendem Vertrag entlassen.

### UHC Alligator Malans
Am 28. März 2017, mitten in den Playoffs, gab UHC Alligator Malans bekannt, dass Lundin auf die kommende Saison Trainer der ersten Mannschaft wird. Er wird die Mannschaft ab Juni 2017 übernehmen. Lundin erhielt einen Kontrakt mit einer Laufzeit von einem Jahr mit Option auf eine weitere Saison.